# Mario Andretti
Mario Gabrielle Andretti (Montona, 28 de fevereiro de 1940) é um ex-piloto norte-americano de ascendência italiana. Atualmente, é diretor do conselho de administração da equipe de Fórmula 1 da Cadillac, que estreará na temporada de 2026. É considerado uma das maiores lendas do automobilismo dos Estados Unidos, e um dos poucos pilotos americanos a obter sucesso também no exterior: foi campeão mundial de Fórmula 1 em 1978. Ele é um dos apenas dois pilotos que já ganharam corridas na Fórmula 1, IndyCar, World Sportscar Championship e NASCAR (o outro sendo Dan Gurney). Ele também ganhou corridas em midget cars e sprint cars.
Durante sua carreira, além do campeonato de 1978 da Fórmula 1, Andretti também ganhou quatro títulos da IndyCar (três sob a tutela da United States Auto Club - USAC e uma sob a tutela da CART) e IROC VI. Ele é uma das únicas quatro pessoas a integrar o seleto grupo de pilotos que encerraram suas carreiras sendo campeões da IndyCar Series e da Formula 1, e continua a ser o único piloto vencedor das 500 milhas de Indianápolis (Indianapolis 500 de 1969), Daytona 500 (em 1967) e o Campeonato Mundial de Fórmula 1. Também compartilha apenas com Juan Pablo Montoya o feito de ter vencido uma corrida na NASCAR Sprint Cup Series, na Fórmula 1 e nas 500 Milhas de Indianápolis. A última vitória americana na Fórmula 1 foi de Andretti no Grande Prêmio dos Países Baixos de 1978. Andretti teve 109 vitórias na carreira em circuitos oficiais.
Ele também está no seleto grupo de pilotos que, em uma mesma temporada, venceu corridas em circuitos mistos, circuitos ovais e pistas de terra, uma façanha que ele foi capaz de realizar quatro vezes e que somente outros três pilotos já conquistaram. Com sua vitória final da IndyCar em abril de 1993, Andretti se tornou o primeiro piloto a vencer corridas de IndyCar em quatro décadas diferentes (considerando as décadas antecessoras 60, 70, 80 e então a de 90). Andretti foi o primeiro competidor a vencer corridas de automóveis de qualquer tipo em cinco modalidades distintas.
Na cultura popular americana, seu nome tornou-se sinônimo de velocidade (speed em inglês), similar ao Barney Oldfield, no início do século XX, e Stirling Moss, do Reino Unido.

## Primeiros passos
Mario e seu irmão gêmeo Aldo nasceram em Montona, na península da Ístria (atualmente conhecida como Motovun - Croácia), que estava sob domínio italiano desde a Primeira Guerra Mundial. Foi anexada pela Iugoslávia após a Segunda Guerra Mundial e, como muitas outras famílias da região, a família de Mario Andretti se exilou em 1948. Na cidade italiana de Ancona, Mario teve seu primeiro contato com um carro de corrida: um Fórmula Júnior. A família viajou para os Estados Unidos em 1955. Conforme informação presente no The Official Andretti Family Website, foi então que Mario começou sua carreira automobilística. Em 1959, aos 19 anos, Mario e seu irmão gêmeo Aldo prepararam um carro de Stock Car e começaram a disputar corridas em um circuito oval amador de terra batida que ficava quase no quintal de casa, na cidade de Nazareth. Logo nas quatro primeiras provas, cada um dos gêmeos obteve duas vitórias. Nos anos seguintes, ainda correndo em pistas de terra, Mario pilotou sprint cars e midgets.

## Sucesso nos EUA
Em 1964, Mario se naturalizou norte-americano, e no mesmo ano estreou no campeonato da USAC, uma categoria precursora da IndyCar Series. Em 1965 obteve sua primeira vitória, no Hoosier Grand Prix, foi o terceiro colocado nas 500 Milhas de Indianápolis e sagrou-se campeão da categoria. No ano seguinte foi campeão outra vez. A primeira (e única) vitória na prova mais tradicional do automobilismo mundial veio em 1969, ano em que também conquistou o tricampeonato.
O primeiro contato de Andretti com a Fórmula 1 foi em 1965, quando conheceu Colin Chapman, dono da equipe Lotus, que estava disputando as 500 Milhas de Indianápolis com o piloto escocês Jim Clark. O ítalo-americano revelou seu interesse em disputar a categoria maior do automobilismo mundial e ouviu de Chapman: "quando estiver pronto, me avise". Em 1968 Andretti considerou que estava pronto, e estreou na categoria fazendo a pole position para o Grande Prêmio dos Estados Unidos em Watkins Glen.

## Fórmula 1

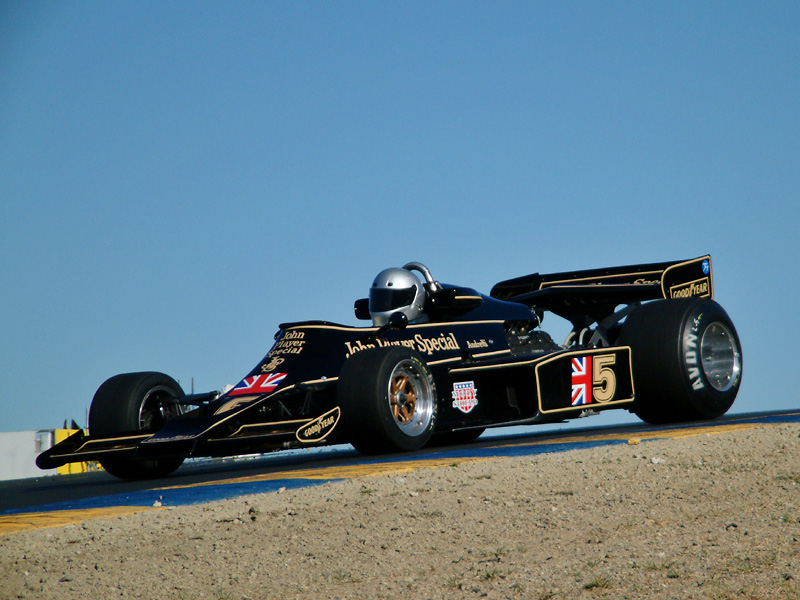
O carro Lotus 77 de Mario Andretti

Durante alguns anos, Andretti manteve sua carreira concentrada nos Estados Unidos e disputou corridas de Fórmula 1 apenas esporadicamente com as equipes March, Lotus e Ferrari. Sua primeira vitória aconteceu na estreia com a equipe italiana, no Grande Prêmio da África do Sul de 1971.[carece de fontes?] Nesse ano, foi vencedor da chamada Questor Race, que foi uma corrida que misturou carros e pilotos da F-1 e da USAC. Só em 1975 Andretti finalmente disputou uma temporada inteira de Fórmula 1, pela equipe americana Parnelli --- ainda assim, faltou a duas corridas. Em 1976, após a desistência da equipe americana de disputar a Fórmula 1, Andretti assinou contrato com a Lotus e participou do desenvolvimento dos Lotus 78 e 79, os carros-asa, que lhe deram o título de 1978 com seis vitórias. A vitória do campeonato, porém, foi parcialmente ofuscada pela morte do companheiro de equipe de Mario, Ronnie Peterson, no Grande Prêmio da Itália.
Nos anos seguintes, Andretti não teve mais vitórias na Fórmula 1. Depois de dois anos de pouco desenvolvimento na Lotus, partiu para a equipe da Alfa Romeo em 1981 para mais uma temporada fracassada. Em 1982, disputou uma prova para a Williams depois que Carlos Reutemann abandonou a categoria abruptamente, e nas duas últimas provas do ano substituiu na Ferrari o francês Didier Pironi, seriamente ferido em um acidente nos treinos para o Grande Prêmio da Alemanha. No GP da Itália, fez a pole-position e terminou em terceiro lugar.
Sem maiores esperanças na Fórmula 1, Andretti voltou suas atenções para o campeonato de IndyCar a partir de 1982 e em 1984 foi campeão pela primeira e única vez na categoria.

## Carros esporte
Desde a época dos circuitos de terra, Andretti adquiriu fama de ser rápido em qualquer categoria. Correndo com stock cars e esporte-protótipos, venceu as 12 Horas de Sebring em 1967, 1970 e 1972, ano em que também venceu as 24 Horas de Daytona.
Andretti disputou as 24 Horas de Le Mans em quatro décadas diferentes. Em 1966 e 1967 pilotou o lendário Ford GT40 mas não terminou a prova em nenhuma das ocasiões. Em outras sete tentativas após estas, foi o terceiro colocado em 1983 e segundo em 1995. A última aparição de Andretti nas 24 Horas de Le Mans foi em 2000, ao volante de um Panoz LMP-1 Roadster-S.

## 500 Milhas de Indianápolis

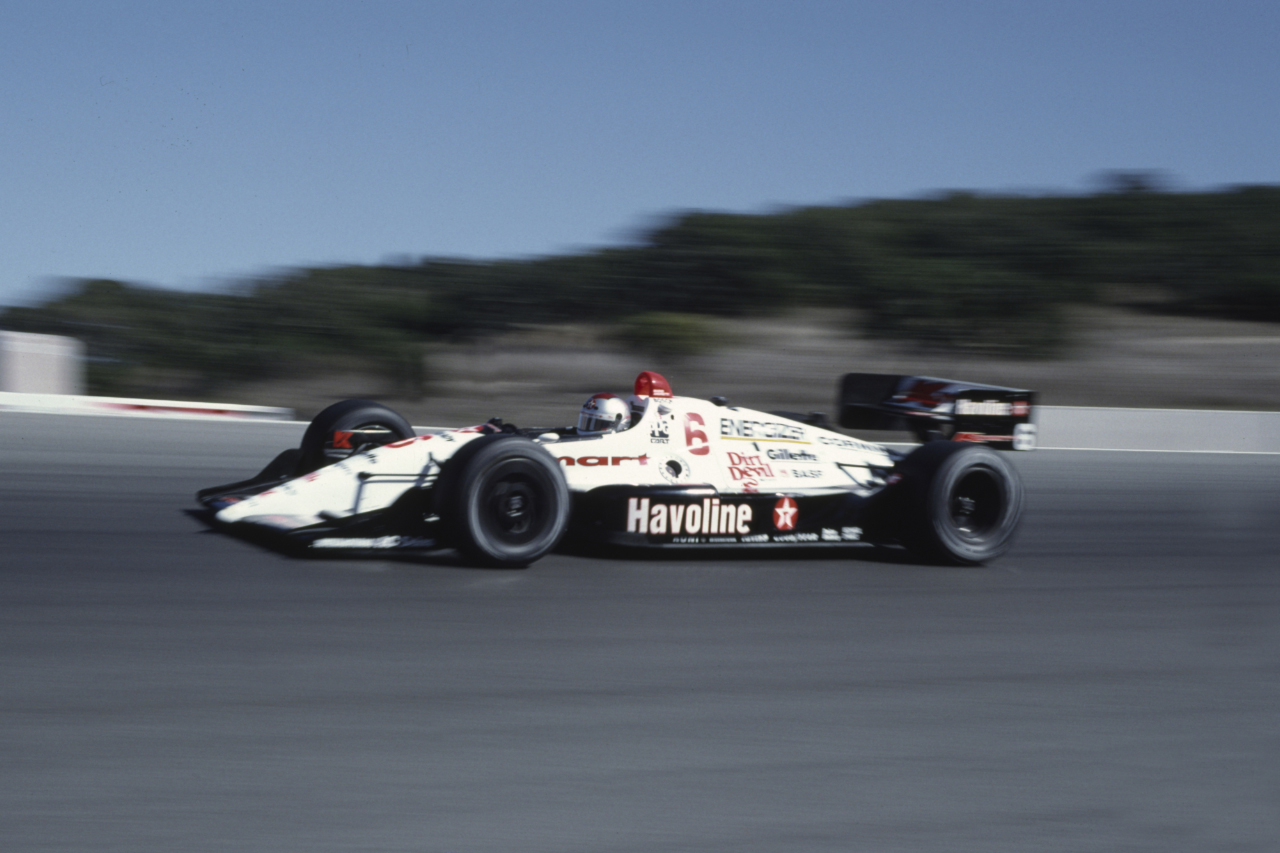
Carro de Mario Andretti na CART em 1991.

Apesar da vitória em 1969, Mario sempre colecionou decepções nas 500 Milhas de Indianápolis, prova que só conseguiu terminar cinco vezes. Em 1981, chegou a ser declarado vencedor após a desclassificação do primeiro colocado Bobby Unser por ultrapassagem sob bandeira amarela, mas a equipe Penske de Unser recorreu e, quatro meses depois, a desclassificação foi substituída por uma multa.
Em 1985 assumiu a liderança da prova quando o então líder Danny Sullivan rodou sozinho --- mas, em manobra histórica, Sullivan conseguiu controlar o carro, trocou os pneus, e em poucas voltas retomou a liderança. Em 1992 Mario sofreu um grave acidente nas 500 Milhas que lhe quebrou os tornozelos.
Em 2003, fazendo um teste de pneus para a equipe de seu filho Michael durante os treinos para as 500 Milhas, aos 63 anos, Mario passou por cima de detritos do carro de Kenny Bräck, que acabara de bater, e isso fez seu carro levantar voo a aproximadamente 360 km/h. O carro deu duas cambalhotas para trás e, por sorte, caiu com o assoalho no chão. Os ferimentos foram insignificantes, mas o susto foi enorme o suficiente para fazer Mario Andretti pendurar o capacete e se aposentar em definitivo como piloto.

## Atualmente
Pioneiro de uma dinastia de pilotos, Mario hoje atua como um consultor eventual na equipe Andretti Global, campeã da IndyCar Series em 2004, 2005, 2007 e 2012, propriedade de seu filho Michael Andretti, que tem entre seus pilotos o seu neto, Marco Andretti. Também é vice-diretor de uma vinícola chamada "Andretti Winery" em Napa Valley, na Califórnia.

## Resultados na Carreira

### Resultados na Fórmula 1
(Legenda: Corridas em negrito indicam pole position; corridas em itálico indicam volta mais rápida.)
| Ano  | Equipe                      | Chassis         | Motor            | 1       | 2       | 3       | 4       | 5       | 6       | 7       | 8       | 9       | 10      | 11      | 12      | 13      | 14      | 15      | 16      | 17      | Ptos | Pos |
| ---- | --------------------------- | --------------- | ---------------- | ------- | ------- | ------- | ------- | ------- | ------- | ------- | ------- | ------- | ------- | ------- | ------- | ------- | ------- | ------- | ------- | ------- | ---- | --- |
| 1968 | Gold Leaf Team Lotus        | Lotus 49B       | Ford Cosworth V8 |         |         |         |         |         |         |         |         | ITA DNS |         | USA Ret |         |         |         |         |         |         | 0    | NC  |
| 1969 | Gold Leaf Team Lotus        | Lotus 49B       | Ford Cosworth V8 | AFS Ret |         |         |         |         |         |         |         |         |         |         |         |         |         |         |         |         | 0    | NC  |
| 1969 | Gold Leaf Team Lotus        | Lotus 63        | Ford Cosworth V8 |         |         |         |         |         |         | ALE Ret |         |         | USA Ret |         |         |         |         |         |         |         | 0    | NC  |
| 1970 | STP Corporation             | March 701       | Ford Cosworth V8 | AFS Ret | ESP 3º  |         |         |         |         | GBR Ret | ALE Ret | AUT Ret |         |         |         |         |         |         |         |         | 4    | 15º |
| 1971 | Scuderia Ferrari SpA SEFAC  | Ferrari 312B    | Ferrari F12      | AFS 1º  | ESP Ret | MON DNQ | HOL Ret |         |         |         |         |         |         |         |         |         |         |         |         |         | 12   | 8º  |
| 1971 | Scuderia Ferrari SpA SEFAC  | Ferrari 312B2   | Ferrari F12      |         |         |         |         |         |         | ALE 4º  |         |         | CAN 13º |         |         |         |         |         |         |         | 12   | 8º  |
| 1972 | Scuderia Ferrari SpA SEFAC  | Ferrari 312B2   | Ferrari F12      | ARG Ret | AFS 4º  | ESP Ret |         |         |         |         |         |         | ITA 7º  |         | USA 6º  |         |         |         |         |         | 4    | 12º |
| 1974 | Vel's Parnelli Jones Racing | Parnelli VPJ4   | Ford Cosworth V8 |         |         |         |         |         |         |         |         |         |         |         |         |         | CAN 7º  | USA DSQ |         |         | 0    | NC  |
| 1975 | Vel's Parnelli Jones Racing | Parnelli VPJ4   | Ford Cosworth V8 | ARG Ret | BRA 7º  | AFS 17º | ESP Ret | MON Ret |         | SUE 4º  |         | FRA 5º  | GBR 12º | ALE 10º | AUT Ret | ITA Ret | USA Ret |         |         |         | 5    | 14º |
| 1976 | John Player Team Lotus      | Lotus 77        | Ford Cosworth V8 | BRA Ret |         |         | ESP Ret | BEL Ret |         | SUE Ret | FRA 5º  | GBR Ret | ALE 12º | AUT 5º  | HOL 3º  | ITA Ret | CAN 3º  | USA Ret | JAP 1º  |         | 22   | 6º  |
| 1976 | Vel's Parnelli Jones Racing | Parnelli VPJ4B  | Ford Cosworth V8 |         | AFS 6º  | USW Ret |         |         |         |         |         |         |         |         |         |         |         |         |         |         | 22   | 6º  |
| 1977 | John Player Team Lotus      | Lotus 78        | Ford Cosworth V8 | ARG 5º  | BRA Ret | AFS Ret | USW 1º  | ESP 1º  | MON 5º  | BEL Ret | SUE 6º  | FRA 1º  | GBR 14º | ALE Ret | AUT Ret | HOL Ret | ITA 1º  | USA 2º  | CAN 9º  | JAP Ret | 47   | 3º  |
| 1978 | John Player Team Lotus      | Lotus 78        | Ford Cosworth V8 | ARG 1º  | BRA 4º  | AFS 7º  | USW 2º  | MON 11º |         |         |         |         |         |         |         |         |         |         |         |         | 64   | 1º  |
| 1978 | John Player Team Lotus      | Lotus 79        | Ford Cosworth V8 |         |         |         |         |         | BEL 1º  | ESP 1º  | SUE Ret | FRA 1º  | GBR Ret | ALE 1º  | AUT Ret | HOL 1º  | ITA 6º  | USA Ret | CAN 10º |         | 64   | 1º  |
| 1979 | Martini Racing Team Lotus   | Lotus 79        | Ford Cosworth V8 | ARG 5º  | BRA Ret | AFS 4º  | USW 4º  |         | BEL Ret |         |         | GBR Ret | ALE Ret | AUT Ret | HOL Ret | ITA 5º  | CAN 10º | USA Ret |         |         | 14   | 12º |
| 1979 | Martini Racing Team Lotus   | Lotus 80        | Ford Cosworth V8 |         |         |         |         | ESP 3º  |         | MON Ret | FRA Ret |         |         |         |         |         |         |         |         |         | 14   | 12º |
| 1980 | Team Essex Lotus            | Lotus 80        | Ford Cosworth V8 | ARG Ret | BRA Ret | AFS 12º | USW Ret | BEL Ret | MON 7º  | FRA Ret | GBR Ret | ALE 7º  | AUT Ret | HOL 8º  | ITA Ret | CAN Ret | USA 6º  |         |         |         | 1    | 20º |
| 1981 | Marlboro Team Alfa Romeo    | Alfa Romeo 179C | Alfa Romeo V12   | USW 4º  | BRA Ret | ARG 8º  | SMR Ret | BEL 10º | MON Ret | ESP 8º  | FRA 8º  |         |         |         |         |         |         |         |         |         | 3    | 17º |
| 1981 | Marlboro Team Alfa Romeo    | Alfa Romeo 179D | Alfa Romeo V12   |         |         |         |         |         |         |         |         | GBR Ret | ALE 9º  | AUT Ret | HOL Ret | ITA Ret | CAN 7º  | CPL Ret |         |         | 3    | 17º |
| 1982 | TAG Williams Team           | Williams FW07C  | Ford Cosworth V8 |         |         | USW Ret |         |         |         |         |         |         |         |         |         |         |         |         |         |         | 4    | 19º |
| 1982 | Scuderia Ferrari SpA SEFAC  | Ferrari 126C2   | Ferrari V6 Turbo |         |         |         |         |         |         |         |         |         |         |         |         |         |         | ITA 3º  | CPL Ret |         | 4    | 19º |

### Resultados das 24 Horas de Le Mans
| Ano  | Classe | Num. | Pneus | Carro                                           | Equipe                | Co-Pilotos                          | Voltas | Posição | Posição na classe |
| 1966 | P +5.0 | 6    | G     | Ford GT40 Mk.II Ford 7.0L V8                    | Holman & Moody        | Lucien Bianchi                      | 97     | DNF     | DNF               |
| 1967 | P +5.0 | 3    | F     | Ford GT40 Mk.IV Ford 7.0L V8                    | Holman & Moody        | Lucien Bianchi                      | 188    | DNF     | DNF               |
| 1983 | C      | 21   | G     | Porsche 956 Porsche Type-935 2.6L Turbo Flat-6  | Porsche Kremer Racing | Michael Andretti Philippe Alliot    | 364    | 3º      | 3º                |
| 1988 | C1     | 19   | D     | Porsche 962C Porsche Type-935 3.0L Turbo Flat-6 | Porsche AG            | Michael Andretti John Andretti      | 375    | 6º      | 6º                |
| 1995 | WSC    | 13   | M     | Courage C34 Porsche Type-935 3.0L Turbo Flat-6  | Courage Compétition   | Bob Wollek Eric Hélary              | 297    | 2º      | 1º                |
| 1996 | LMP1   | 4    | M     | Courage C36 Porsche Type-935 3.0L Turbo Flat-6  | Courage Compétition   | Jan Lammers Derek Warwick           | 315    | 13º     | 3º                |
| 1997 | LMP    | 9    | M     | Courage C36 Porsche Type-935 3.0L Turbo Flat-6  | Courage Compétition   | Michael Andretti Olivier Grouillard | 197    | DNF     | DNF               |
| 2000 | LMP900 | 11   | M     | Panoz LMP-1 Roadster-S Élan 6L8 6.0L V8         | Panoz Motorsports     | David Brabham Jan Magnussen         | 315    | 15º     | 8º                |

### CART
(Corridas em negrito indicam pole position)
| Ano  | Equipe         | Chassis     | Motor            | 1       | 2       | 3      | 4      | 5      | 6      | 7       | 8      | 9       | 10     | 11     | 12       | 13      | 14     | 15     | 16     | 17     | Rank | Pontos |
| ---- | -------------- | ----------- | ---------------- | ------- | ------- | ------ | ------ | ------ | ------ | ------- | ------ | ------- | ------ | ------ | -------- | ------- | ------ | ------ | ------ | ------ | ---- | ------ |
| 1979 | Team Penske    | Penske PC-6 | Ford Cosworth TC | PHX     | ATL1    | ATL2   | IND    | TRE1   | TRE2   | MIS1    | MIS2   | WGL     | TRE3   | ONT 3  | MIS3 DNS | ATL3    | PHX2   |        |        |        | 11º  | 700    |
| 1980 | Team Penske    | Penske PC-9 | Ford Cosworth    | ONT     | IND 20  | MIL    | POC 17 | MDO    | MIS1   | WGL     | MIL    | ONT2    | MIS2 1 | MEX    | PHX 2    |         |        |        |        |        | 16º  | 580    |
| 1981 | Patrick Racing | Wildcat     | Ford Cosworth TC | PHX1 11 | MIL1 3  | ATL1 3 | ATL2 2 | MIS    | RIV    | MIL2    | MIS2 2 | WGL 16  | MEX    | PHX2 4 |          |         |        |        |        |        | 11º  | 81     |
| 1982 | Patrick Racing | Wildcat 8B  | Ford Cosworth    | PHX1 2  | ATL 11  | MIL1 9 | CLE 2  | MIS1 2 | MIL2 3 | POC 14  | RIV 23 | ROA 14  | MIS2 2 | PHX2 3 |          |         |        |        |        |        | 3º   | 188    |
| 1983 | Newman/Haas    | Lola T-700  | Ford Cosworth TC | ATL 5   | IND 23  | MIL 18 | CLE 14 | MIS1 3 | ROA 1  | POC 7   | RIV 16 | MDO 2   | MIS2 4 | CEA 1  | LAG 2    | PHX 2   |        |        |        |        | 3º   | 133    |
| 1984 | Newman/Haas    | Lola T800   | Ford Cosworth    | LGB 1   | PHX1 20 | IND 17 | MIL 8  | POR 26 | MEA 1  | CLE 21  | MIS1 1 | ROA 1   | POC 19 | MDO 1  | SAN 7    | MIS2 1  | PHX 12 | LAG 2  | CEA 2  |        | 1º   | 176    |
| 1985 | Newman/Haas    | Lola T900   | Ford Cosworth    | LGB 1   | IND 2   | MIL 1  | POR 1  | MEA 26 | CLE 14 | MIS1 10 | ROA    | POC 7   | MDO 7  | SAN 15 | MIS2 21  | LAG 11  | PHX 3  | MIA 27 |        |        | 5º   | 114    |
| 1986 | Newman/Haas    | Lola T8600  | Ford Cosworth TC | PHX1 7  | LGB 5   | IND 32 | MIL 5  | POR 1  | MEA 24 | CLE 3   | TOR 3  | MIS1 21 | POC 1  | MDO 24 | SAN 8    | MIS2 10 | ROA 9  | LAG 4  | PHX2 4 | MIA 11 | 5º   | 136    |
| 1987 | Newman/Haas    | Lola T8700  | Chevy A          | LGB 1   | PHX 5   | IND 9  | MIL 17 | POR 10 | MEA 2  | CLE 10  | TOR 15 | MIS 19  | POC 19 | ROA 1  | MDO 17   | NAZ 19  | LAG 17 | MIA 4  |        |        | 6º   | 100    |
| 1988 | Newman/Haas    | Lola T8800  | Chevy A          | PHX 1   | LGB 15  | IND 20 | MIL 17 | POR 5  | CLE 1  | TOR 25  | MEA 2  | MIS 12  | POC 17 | MDO 2  | ROA 3    | NAZ 3   | LAG 3  | MIA 15 |        |        | 5º   | 126    |
| 1989 | Newman/Haas    | Lola T8900  | Chevy A          | PHX 8   | LGB 18  | IND 4  | MIL 7  | DET 3  | POR 25 | CLE 2   | MEA 20 | TOR 26  | MIS 3  | POC 5  | MDO 7    | ROA 7   | NAZ 8  | LAG 2  |        |        | 6º   | 110    |
| 1990 | Newman/Haas    | Lola T9000  | Chevy A          | PHX 4   | LGB 5   | IND 27 | MIL 21 | DET 25 | POR 2  | CLE 4   | MEA 24 | TOR 6   | MIS 3  | DEN 4  | VAN 3    | MDO 2   | ROA 5  | NAZ 4  | LAG 26 |        | 7º   | 136    |
| 1991 | Newman/Haas    | Lola T9100  | Chevy A          | SUR 17  | LGB 19  | PHX 9  | IND 7  | MIL 3  | DET 7  | POR 5   | CLE 6  | MEA 15  | TOR 2  | MIS 4  | DEN 15   | VAN 4   | MDO 7  | ROA 3  | NAZ 5  | LAG 3  | 7º   | 132    |
| 1992 | Newman/Haas    | Lola T9200  | Ford XB          | SUR 7   | PHX 17  | LGB 23 | IND 23 | DET    | POR 6  | MIL 6   | NHA 7  | TOR 4   | MIS 15 | CLE 5  | ROA 5    | VAN 6   | MDO 5  | NAZ 5  | LAG 2  |        | 6º   | 105    |
| 1993 | Newman/Haas    | Lola T9300  | Ford XB          | SUR 4   | PHX 1   | LGB 18 | IND 5  | MIL 18 | DET 3  | POR 6   | CLE 5  | TOR 8   | MIS 2  | NHA 20 | ROA 15   | VAN 5   | MDO 7  | NAZ 13 | LAG 9  |        | 6º   | 117    |
| 1994 | Newman/Haas    | Lola T9400  | Ford XB          | SUR 3   | PHX 21  | LGB 5  | IND 32 | MIL 14 | DET 18 | POR 9   | CLE 27 | TOR 4   | MIS 18 | MDO 10 | NHA 19   | VAN 11  | ROA 16 | NAZ 25 | LAG 19 |        | 14º  | 45     |

Total: 1 campeonato, 19 vitórias

### 500 Milhas de Indianápolis
| Ano  | Chassis        | Motor          | Largada        | Chegada        |
| ---- | -------------- | -------------- | -------------- | -------------- |
| 1965 | Brawner Hawk   | Ford           | 4º             | 3º             |
| 1966 | Brawner Hawk   | Ford           | 1º             | 18º            |
| 1967 | Brawner Hawk   | Ford           | 1º             | 30º            |
| 1968 | Brawner Hawk   | Ford           | 4º             | 33º            |
| 1969 | Brawner Hawk   | Ford           | 2º             | 1º             |
| 1970 | McNamara       | Ford           | 8º             | 6º             |
| 1971 | McNamara       | Ford           | 9º             | 30º            |
| 1972 | Parnelli       | Offy           | 5º             | 8º             |
| 1973 | Parnelli       | Offy           | 6º             | 30º            |
| 1974 | Eagle          | Offy           | 5º             | 31º            |
| 1975 | Eagle          | Offy           | 27º            | 28º            |
| 1976 | McLaren        | Offy           | 19º            | 8º             |
| 1977 | McLaren        | Cosworth       | 6º             | 26º            |
| 1978 | Penske         | Cosworth       | 33º            | 12º            |
| 1979 | Não participou | Não participou | Não participou | Não participou |
| 1980 | Penske         | Cosworth       | 2º             | 20º            |
| 1981 | Wildcat        | Cosworth       | 32º            | 2º             |
| 1982 | Wildcat        | Cosworth       | 4º             | 31º            |
| 1983 | Lola           | Cosworth       | 11º            | 23º            |
| 1984 | Lola           | Cosworth       | 6º             | 17º            |
| 1985 | Lola           | Cosworth       | 4º             | 2º             |
| 1986 | Lola           | Cosworth       | 30º            | 32º            |
| 1987 | Lola           | Chevrolet      | 1º             | 9º             |
| 1988 | Lola           | Chevrolet      | 4º             | 20º            |
| 1989 | Lola           | Chevrolet      | 5º             | 4º             |
| 1990 | Lola           | Chevrolet      | 6º             | 27º            |
| 1991 | Lola           | Chevrolet      | 3º             | 7º             |
| 1992 | Lola           | Ford-Cosworth  | 3º             | 23º            |
| 1993 | Lola           | Ford-Cosworth  | 2º             | 5º             |
| 1994 | Lola           | Ford-Cosworth  | 9º             | 32º            |

### 500 Milhas de Daytona
| Ano  | Equipe        | Montadora | Classificação | Resultado |
| ---- | ------------- | --------- | ------------- | --------- |
| 1966 | Smokey Yunick | Chevrolet | 39            | 37        |
| 1967 | Holman Moody  | Ford      | 12            | 1         |
| 1968 | Holman Moody  | Mercury   | 20            | 29        |

### 12 Horas de Sebring
| Ano  | Equipe                     | Carro            | Co-Piloto       | Co-Piloto (2)   | Posição | Observação                     |
| ---- | -------------------------- | ---------------- | --------------- | --------------- | ------- | ------------------------------ |
| 1966 | North American Racing Team | Ferrari 365P2    | Pedro Rodríguez |                 | Falha   | Acidente                       |
| 1967 | Ford Motor Company         | Ford GT40 Mk. IV | Bruce McLaren   |                 | 1º      | Vitória global                 |
| 1969 | Ferrari S.p.A. SEFAC       | Ferrari 312P     | Chris Amon      |                 | 2º      | Vitória da classe              |
| 1970 | Ferrari S.p.A. SEFAC       | Ferrari 512S     | Ignazio Giunti  | Nino Vaccarella | 1º      | Vitória global                 |
| 1971 | Ferrari Automobilli        | Ferrari 312PB    | Jacky Ickx      |                 | DNF     | Danos da caixa de velocidades= |
| 1972 | Ferrari                    | Ferrari 312PB    | Jacky Ickx      |                 | 1º      | Vitória global                 |

## Vitórias por equipe
Lotus: 11
Ferrari: 1